# Marian Arahuetes
Marian Arahuetes, all'anagrafe Marian Arahuetes Castaño (Madrid, 4 marzo 1987), è un'attrice e regista spagnola, nota per aver interpretato il ruolo di Isabel Beneito nella serie Grand Hotel - Intrighi e passioni (Gran Hotel), per quello di Pilar Lloveras nella serie Per sempre (Amar es para siempre) e per quello di Adela nella soap Una vita (Acacias 38).

## Biografia
Marian Arahuetes è nata il 4 marzo 1987 a Madrid (Spagna), fin da piccola ha mostrato un'inclinazione per la recitazione.

## Carriera
Marian Arahuetes ha studiato recitazione in vari luoghi come la compagnia nazionale del teatro classico di Madrid, il laboratorio dei giovani attori del teatro La Abadía di Madrid, la Central de Cine di Madrid e la scuola reale superiore d'arte drammatica di Madrid (RESAD) dove ha seguito corsi di scherma, combattimento scenico, poesia, tecnica vocale e interpretazione testuale.
La sua prima apparizione sul piccolo schermo è stata nel 2006, quando ha interpretato il ruolo di Mina nel film Diente por ojo diretto da Eidvind Holmboe. Nel 2009 ha interpretato il ruolo di Orpha nel film Mujeres de la Biblia, la historia de Ruth diretto da Denise M. Goodwin.
Nel 2011 ha recitato nella serie 14 de abril. La República. L'anno successivo, nel 2012, ha interpretato il ruolo di Suora Beatriz nella serie Cuore ribelle (Bandolera).
Nel 2012 e nel 2013 ha interpretato il ruolo di Isabel Beneito in Grand Hotel - Intrighi e passioni (Gran Hotel). Nel 2013 ha interpretato il ruolo di Candela nella serie Cosas de sofá. Nello stesso anno ha interpretato il ruolo di Lourdes nella serie Gran Reserva: El origen. Nel 2013 ha interpretato il ruolo di Virginia nel cortometraggio V de Virginia di Máster Globomedia.
Nel 2013 e nel 2014 ha interpretato il ruolo di Pilar Lloveras nella serie Per sempre (Amar es para siempre).
Nel 2015 ha interpretato il ruolo di Lina nel cortometraggio Constelación urbana diretto da Luis Galán. L'anno successivo, nel 2016, ha recitato nel cortometraggio Le Ve diretto da lei stessa.
Nel 2017 ha interpretato il ruolo di Catalina nella serie Sei sorelle (Seis hermanas). Sempre nello stesso anno ha recitato nel film Red de libertad.
Sempre nel 2017 è entrata a far parte del cast della soap opera Una vita (Acacias 38) dove ha interpretato il ruolo di Adela fino al 2018, quando è avvenuta la morte del suo personaggio. Nel 2021 ha interpretato il ruolo di Petra de San José nel film Petra de San José diretto da Pablo Moreno. Nel 2022 ha recitato nel film La sirvienta diretto da Pablo Moreno.

## Filmografia

### Attrice

#### Cinema
- Diente por ojo, regia di Eidvind Holmboe (2006)
- Mujeres de la Biblia, la historia de Ruth, regia di Denise M. Goodwin (2009)
- Red de libertad, regia di Pablo Moreno (2017)
- Petra de San José, regia di Pablo Moreno (2021)
- La sirvienta, regia di Pablo Moreno (2022)

#### Televisione
- 14 de abril. La República – serie TV (2011)
- Cuore ribelle (Bandolera) – serie TV (2012)
- Grand Hotel - Intrighi e passioni (Gran Hotel) – serie TV (2012-2013)
- Cosas de sofá – serie TV (2013)
- Gran Reserva: El origen – serie TV (2013)
- Per sempre (Amar es para siempre) – serie TV (2013-2014)
- La que se avecina – serie TV (2016)
- Sei sorelle (Seis hermanas) – serie TV (2017)
- Una vita (Acacias 38) – soap opera, 163 episodi (2017-2018)

#### Cortometraggi
- V de Virginia di Máster Globomedia (2013)
- Constelación urbana, regia di Luis Galán (2015)
- Le Ve, regia di Marian Arahuetes (2016)

### Regista

#### Cortometraggi
- Le Ve, regia di Marian Arahuetes (2016)

## Teatro
- El rey loco, come Henriette. Dir. Ernesto Caballero e Lourdes Ortiz, nel XII Ciclo SGAE di lettura drammatica (2006)
- Juego de massacre, Dir. Jesús Salgado e Eugène Ionesco, con la compagnia del Teatro el duende (2008)
- Marian Arahuetes è stata scelta per rappresentare RESAD al Digital Meeting delle Scuole di Teatro Libre di Bogotá (2009)
- Liturgia de un asesinato, come Alexia, diretto da Antonio Castri Guijosa e Verónica Fernández (2014)

## Doppiatrici italiane
Nelle versioni in italiano dei suoi film e delle sue serie TV, Marian Arahuetes è stata doppiata da:
- Loretta Di Pisa[21] in Grand Hotel - Intrighi e passioni[22], in Una vita[23]

## Riconoscimenti
- Festival mensile internazionale del cinema indipendente del Brasile
  - 2021: Candidata come Miglior attrice di cortometraggi internazionali per il cortometraggio Constelación urbana

- Premio Garoa
  - 2021: Candidata come Miglior attrice narrativa per il cortometraggio Constelación urbana

- OTB – Only The Best International Film Awards
  - 2021: Vincitrice come Miglior cast d'ensemble per il cortometraggio Constelación urbana insieme a Maarten Dannenberg, Anna Hastings, Celia Pérez, Óscar Ramón e Natalia Varela

- 10º Concorso del teatro classico La vida es sueño di Moratalaz a Madrid
  - 2009: Vincitrice come Attrice rivelazione per il ruolo di Enriqueta in Sabiondas di Molière